# Лазинская, Валерия Юрьевна
Валерия Юрьевна Лазинская (р. 10 декабря 1992) — российская спортсменка (вольная борьба), чемпионка и призёр чемпионатов России, призёр Кубка России, чемпионка Европейских игр (2015), обладательница Кубка Европейских наций, призёр чемпионатов мира (2014, 2017), мастер спорта России международного класса.

## Карьера
Валерия тренируется у О. Ю. Чернова в Егорьевске.
Спортивные достижения:
- IV летняя Спартакиады учащихся России 2009 года;
- Чемпионат России 2011 года среди юниоров;
- Кубок России по борьбе 2014 года;
- Чемпионат России по женской борьбе 2014 года;
- Чемпионат России по женской борьбе 2016 года;
- Чемпионат России по женской борьбе 2017 года;
- Чемпионат Европы по борьбе 2017 года[1].